# Långgöl (Överums socken, Småland, 643757-152155)
Långgöl är en sjö i Västerviks kommun i Småland och ingår i Storåns huvudavrinningsområde.